# ترسم که اشک در غم ما پرده‌در شود
غزلی با مطلع «ترسم که اشک در غم ما پرده‌در شود»، غزل شمارهٔ ۲۲۶ از دیوانِ حافظ در تصحیحِ محمد قزوینی و قاسم غنی است.

## در اجراها
محمدرضا شجریان به همراه اجرای عهدیه در برنامهٔ شمارهٔ ۱۲۳ از مجموعهٔ گل‌های تازه این غزل را در دستگاهِ همایون و محمود محمودی خوانساری در برنامهٔ شمارهٔ ۷۱ از مجموعهٔ برگ سبز در دستگاهِ شور اجرا کرده‌اند.